# Ecate (album)
Ecate è il settimo album in studio del gruppo italiano Ufomammut uscito il 30 marzo 2015.

## Edizioni
Oltre alle versioni in CD e LP con l'etichetta Neurot Recordings, esce anche un’edizione limitata in vinile per Europa e resto del mondo (Stati Uniti esclusi) con Supernatural Cat e una versione estesa in solo download digitale, sempre con Neurot Recordings.
Il titolo Ecate viene dalla dea greca Hecate, una figura femminile simbolica controversa che attraversa diversi sistemi mitologici da che abbiamo conoscenza della civiltà.
Nello stesso anno seguono un tour europeo in aprile e in autunno e un tour americano nei mesi di maggio/giugno assieme alla band statunitense Usnea. Nell'ottobre 2016 partono per un tour di 6 date in Nuova Zelanda e Australia con la band svedese Monolord.

## Tracce

### Edizione in CD e vinile
1. Somnium – 9:55
2. Plouton – 3:08
3. Chaosecret – 7:27
4. Temple – 7:32
5. Revelation – 4:01
6. Daemons – 10:30

Durata totale: 42:33

### Edizione in download digitale
1. Somnium – 13:55
2. Plouton – 12:28
3. Chaosecret – 7:27
4. Temple – 7:57
5. Revelation – 9:18
6. Daemons – 10:31

Durata totale: 61:36

## Formazione
- Urlo - basso, tastiere, voce
- Poia - chitarra, tastiere
- Vita - batteria